# Roberto Zaffini
Roberto Zaffini (Fano, 20 luglio 1961) è un politico italiano.

## Biografia

### Elezione a deputato
Nel 2010 è proclamato deputato della XVI legislatura della Repubblica Italiana nella circoscrizione Marche per la Lega Nord in sostituzione di Matteo Brigandì.
È stato eletto in Consiglio Regionale nella provincia di Pesaro-Urbino con la Lega Nord nelle Marche.
Scrittore
Nel 2015 pubblica il libro “A Rampicon sul Pincio. Dalla pietra al pixel” e nel 2023 “Siamo qui nella casetta nel bosco. Otto anni fuori dal mondo. Destino, paura, stupore, quiete”, edito da Brè.